# زندان لنگرود قم
زندان لنگرود قم یا به‌طور رسمی ندامتگاه مرکزی قم یک زندان واقع در استان قم ایران است. این زندان در ابتدای جادهٔ قدیم قم- کاشان و در نزدیکی روستای لنگرود واقع است.

## جنجال‌ها
این زندان به دلیل پذیرش زندانی بیش از ظرفیت، وضعیت نامناسب کیفی و همچنین به‌خاطر آمار بالای خودکشی زندانیان به «گوانتاناموی ایران» ملقب شد. حسین غلامی آذر روحانی محبوس در این زندان در تاریخ ۱۱ آذر ۱۳۹۵ طی یادداشتی از وضعیت این زندان نوشت: «در این زندان وضعیت بهداشت زیر صفر است؛ برای درمان زندانیان از خودشان، هزینه دریافت می‌گردد؛ جدا از اینکه حضور زندانیان در کلاس‌های احکام و قران، اجباری می‌باشد، حتی از زندانی‌ها برای آن شهریه اخذ می‌کنند؛ کسانی که به مسئولین زندان مبالغی را تحت عنوان اهداء به زندان پرداخت می‌کنند، از امتیازات ویژه برخوردار می‌شوند و کسانی که از پرداختن چنین مبالغی که گاهی میلیونی نیز می‌باشد، عاجزند، دچار تبعیض در نحوه برخورد مسئولین آن زندان می‌شوند؛ البته مبالغ گفته شده فقط تحت عنوان اهدائی اخذ می‌گردد تا مشروعیت دریافت داشته باشد، و در حقیقت این مبالغ به جیب مسئولین آن زندان می‌رود.در سالهای گذشته مبلغان مذهبی زیادی بخاطر اوردن مواد مخدر وسایر چیزهای ممنوعه اخراج یا بازداشت شدند روسای بندهای مختلف خودشان مواد مخدر میفروشند والان کرونا در زندان بیداد میکند ولی خبری از زندانیان کشته شده بخاطر کرونا منتشر نمیشود مثل همه زندانهای دیگر»
وحید صیادی نصیری از زندانیان سیاسی این زندان بود که پس از دوماه اعتصاب غذا در تاریخ ۲۱ آذر ۱۳۹۷ درگذشت. علت اعتصاب غذای او اعتراض به محل نگهداری‌اش در بند زندانیان جرایم کیفری خطرناک ذکر شده‌است که مغایر با «اصل تفکیک جرایم» بود.